# Tolekan Ismailova
Tolekan Ismailova (en kirguís: Төлөкан Асаналиевна Исмаилова, en rus: Толекан Асаналиевна Исмаилова) és una defensora dels drets humans kirguís i directora de Bir Duino Kyrgyzstan (abans coneguda com a Citizens Against Corruption; Ciutadans contra la Corrupció) des de maig de 2000, secretària executiva del Fòrum d'ONG del Kirguizstan i presidenta fundadora de la Coalició per la Democràcia i la Societat Civil del Kirguizstan (Коалиция за демократию и гражданское общество).
Ismailova, des de Bir Duino, que significa «Un món», duu a terme un festival anual de cinema documental sobre drets humans. En l'any 2012, el seu sisè festival tingué controvèrsia a tot el país per un documental que tractava sobre l'homosexualitat i l'islam al Marroc anomenat I Am Gay and Muslim. Un tribunal va prohibir la seva projecció al festival. Malgrat que Ismailova va apel·lar la prohibició, no en va tenir èxit. També va denunciar que dos dies abans de la projecció prevista, el Comitè Estatal de Seguretat Nacional havia actuat il·legalment obligant-la a lliurar una còpia de la pel·lícula.